# Beihai, Yunnan
Beihai (kinesiska: 北海) är en köping i Kina. Den ligger i provinsen Yunnan, i den sydvästra delen av landet, omkring 410 kilometer väster om provinshuvudstaden Kunming. Antalet invånare är 22 668. Befolkningen består av 11 019 kvinnor och 11 649 män. Barn under 15 år utgör 23,0 %, vuxna 15-64 år 67 %, och äldre över 65 år 8,0 %.
Genomsnittlig årsnederbörd är 1 229 millimeter. Den regnigaste månaden är juli, med i genomsnitt 306 mm nederbörd, och den torraste är januari, med 6 mm nederbörd.